# Libuše

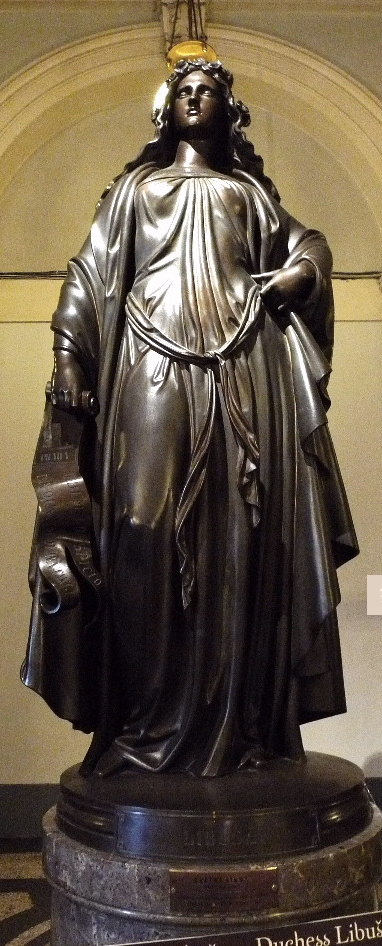
Ludwig von Schwanthaler/Ferdinand von Miller: Libuše (1851)

Libuše (Ausspracheⓘ; deutsch Libussa oder Libuscha, auch Lubossa, Lybussie, Libussie, Libusse) ist die mythische Stammmutter der Přemysliden-Dynastie in Böhmen.

## Überlieferung
Die älteste schriftliche Überlieferung liegt mit der Christianslegende vor, die 992–994, möglicherweise im Kloster Břevnov, entstand. Nach ihr lebte das heidnische Volk der Tschechen ohne Gesetz und ohne Stadt, wie ein „unverständiges Tier“, bis eine Seuche ausbrach. Auf den Rat einer namenlosen Wahrsagerin gründeten sie die Prager Burg und fanden mit Přemysl einen Mann, der mit nichts als dem Pflügen der Felder beschäftigt war. Diesen setzten sie als Herrscher ein und gaben ihm die Wahrsagerin zur Frau. Diese beiden Maßnahmen befreiten das Land von der Seuche, und alle nachfolgenden Herrscher stammten aus dem Geschlecht des Pflügers.
In der Chronica Boemorum des Cosmas von Prag vom Beginn des 12. Jahrhunderts ist die nun Libuše genannte Wahrsagerin Tochter des Richters Krok (des Nachfolgers des Urvaters Čech) und jüngste Schwester der Heilkundigen Kazi und der Priesterin Teta. Sie wird von ihrem Vater als Nachfolgerin im Richteramt bestimmt. Die Hochzeit mit Přemysl ist bei Cosmas die Folge eines missglückten Schiedsspruchs, nachdem der Unterlegene sich beschwert, dass er sich der Macht einer Frau beugen muss. Die beleidigte Richterin teilt daraufhin dem Volke mit, wo es den neuen Herrscher zu suchen hat und wie er heißt. Nach der Hochzeit mit Přemysl fordert Libuše das Volk auf, Prag zu gründen. Die endgültige Unterwerfung der Frauen erfolgt aber erst nach Libušes Tod im sogenannten Mägdekrieg.
Das angeblich aus dem 8. oder 9. Jahrhundert stammende Gedichtfragment Libušin soud (Libuša’s Gericht) aus der Grünberger Handschrift hat sich als Fälschung erwiesen.
Auf einer Abbildung von 1553 (siehe unten) wird Libussa als „Königin der Goten“ bezeichnet.
Für eine Deutung der Erzählung als Mythos, der auf indogermanische Traditionen zurückgreift, gibt es Anhaltspunkte in Form von Parallelen in der slawischen, skandinavischen und keltischen Überlieferung. Beide erhaltenen Versionen bezeugen aber vor allem die Verwendung des Stoffes zur Erklärung der Herkunft und des Machtanspruchs der in ihrer Entstehungszeit herrschenden Dynastie der Přemysliden. In der Fassung der Cosmas-Chronik sind außerdem auch Anleihen aus der biblischen Tradition erkennbar.
Eine moderne Fassung der Erzählung als Sage veröffentlichte Alois Jirásek in seiner Sammlung Staré pověsti české (Alte böhmische Sagen, 1894; dt. Titel: Böhmens alte Sagen. Übersetzt von Dr. Hans Gärtner. Artia, Prag 1957).

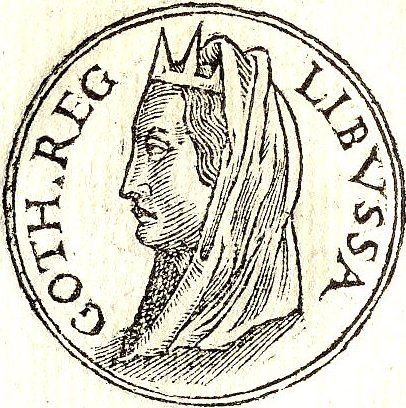
Libussa, Königin der Goten – Phantasieporträt aus dem Promptuarii Iconum Insigniorum (1553) des Guillaume Rouillé
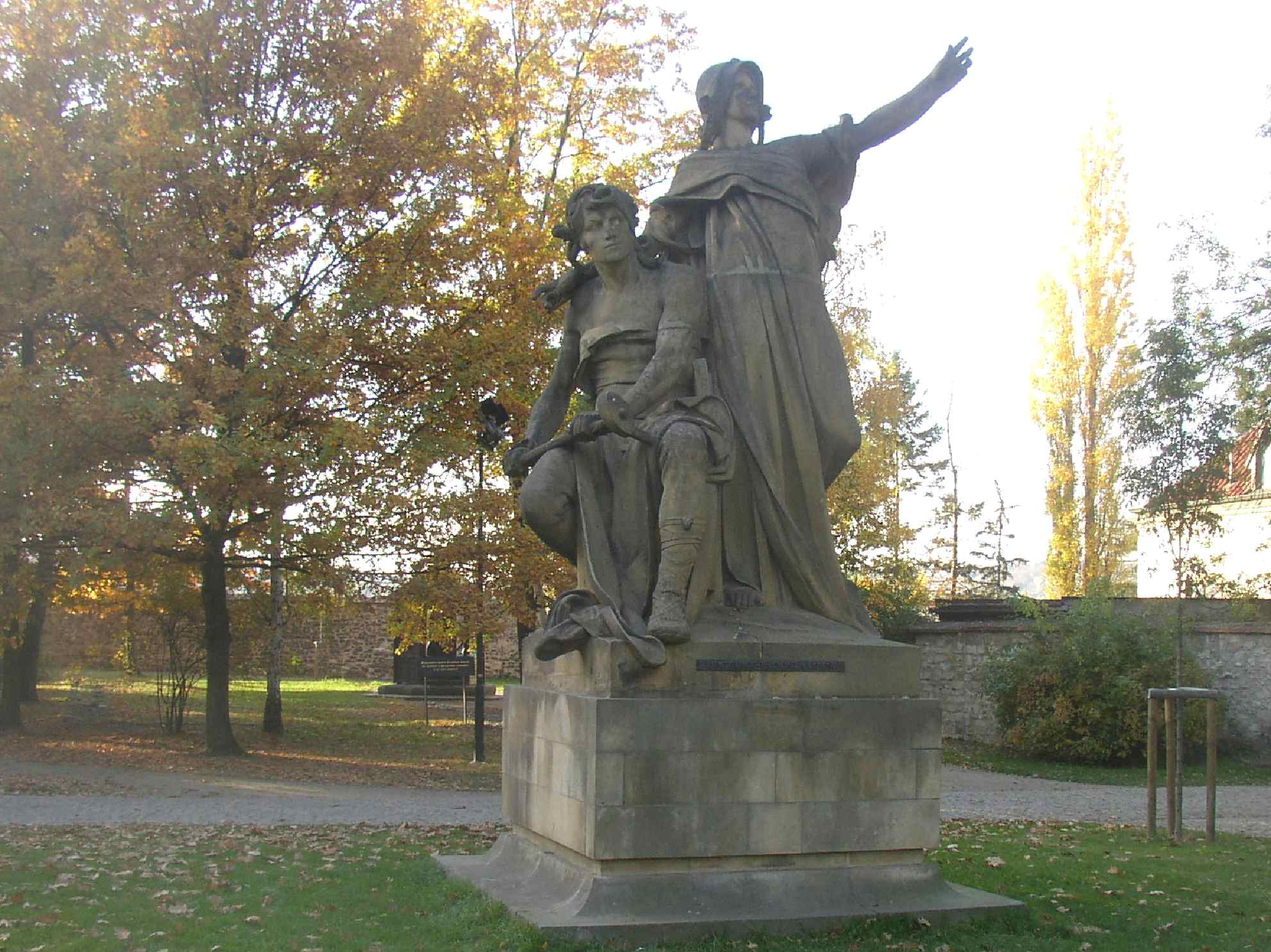
Josef Václav Myslbek: Přemysl und Libuše (1881)
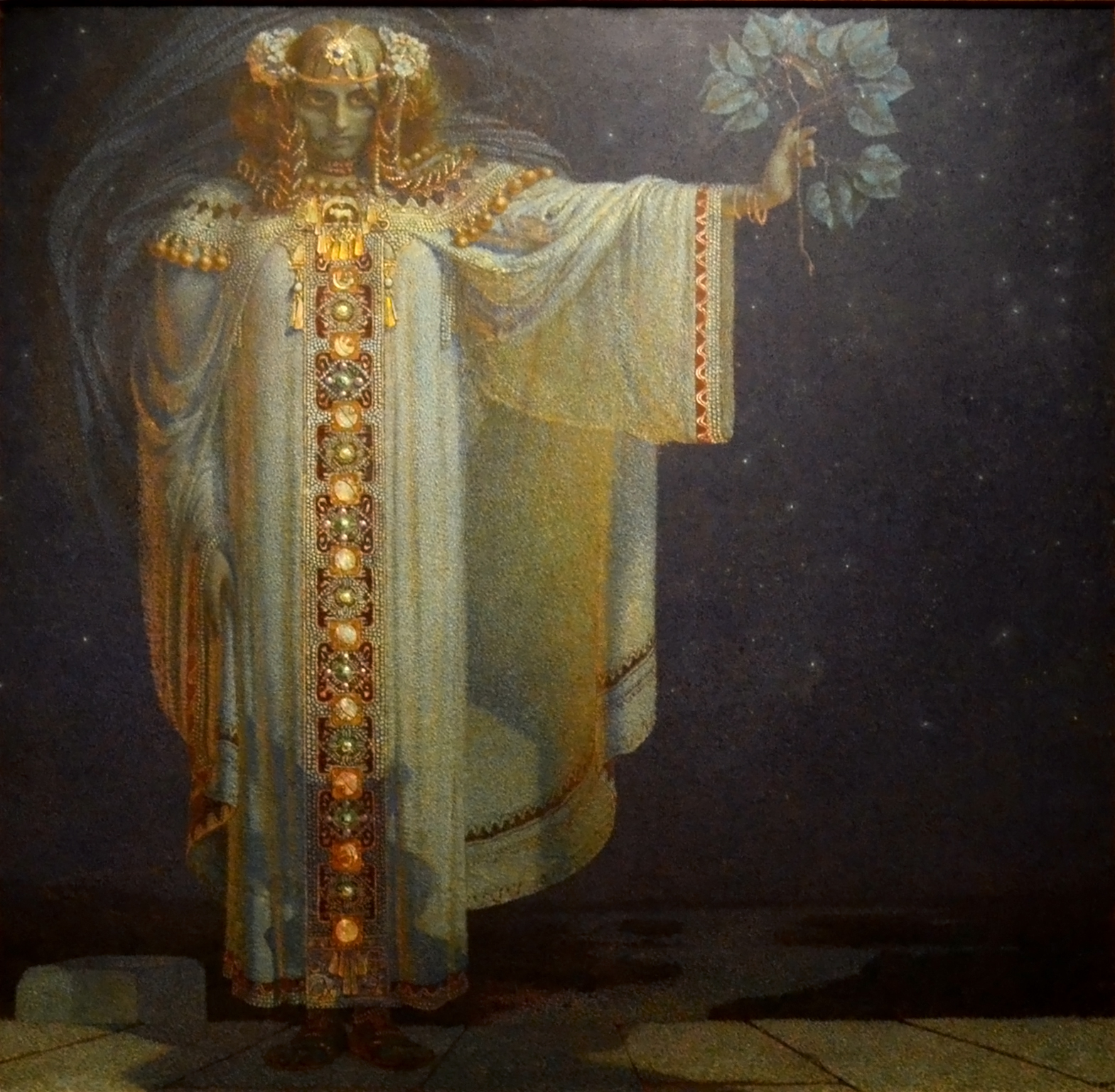
Libuše als Nationalallegorie mit Lindenzweig von Karel Vítězslav Mašek (1893)
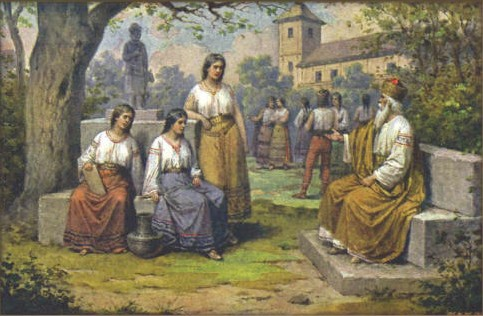
Josef Mathauser: Richter Krok und seine drei Töchter Kazi, Teta und Libuše (um 1900)
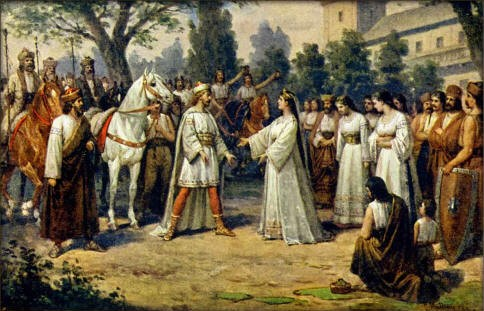
Josef Mathauser: Přemysl begrüßt Libuše (um 1900)
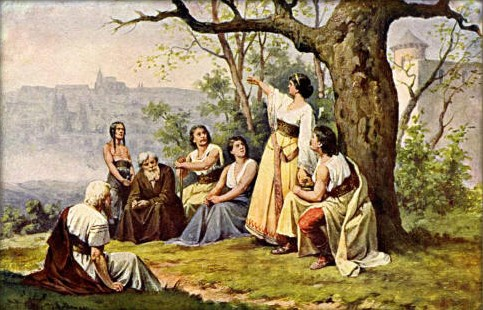
Josef Mathauser: Prinzessin Libuše sagt den Ruhm Prags voraus (um 1900)

## Rezeption
(Beschreibung und Einordnung der bis 1812 erschienenen Werke siehe Emanuel Grigorovitza: Libussa in der deutschen Litteratur)
Gedichte, Kunstmärchen und Romane
- Johann Gottfried Herder: Die Fürstentafel. Eine Böhmische Geschichte. In: Volkslieder, 2. Teil (Leipzig 1779), 2. Buch, № 30, S. 172–178 (Digitalisat bei Google Books, Volltext im Projekt Gutenberg-DE)
- Johann Karl August Musäus: Libussa. In: Volksmährchen der Deutschen (1784); als seine Hauptquellen nennt er Historia Bohemica (Geschichte Böhmens) von Johannes Dubravius und De Bohemorum origine ac gestis Historia (Geschichte vom Ursprung und von den Taten der Böhmen) von Enea Silvio Piccolomini, dem späteren Papst Pius II.)
- Anonymus (= Ludwig Schubart): Libußa[,] Herzogin von Böhmen. Eine Geschichte aus den Ritterzeiten. Aloys Doll, Wien 1791 (Digitalisat in den Digitalen Sammlungen der Staatsbibliothek Berlin)
- Johann Friedrich Ernst Albrecht: Die Töchter Kroks[,] Böheims Fürstinnen. Eine Geschichte des achten Jahrhunderts. Hoffmann, Hamburg 1792 (Digitalisat von Band 1 und Band 2 bei Google Books)
- Ludwig Bechstein: Die Weissagung der Libussa. Historisches Gemälde aus dem neunten Jahrhundert. Franckh, Stuttgart 1829 (Digitalisat von Band 1 und Band 2 bei Google Books)
- Karl Egon Ebert: Vision am Wissehrad. Erschienen in: Gedichte. Vollständige Ausgabe in dtei Büchern in dritter stark vermehrter Auflage. Cotta, Stuttgart und Tübingen 1845, S. 355–358 (Digitalisat bei Google Books)
- Uffo Horn: Libussa’s Liebe. Gedicht in: Libussa. Jahrbuch für 1843, S. 1–3 (Digitalisat bei Google Books)
- Hugo Rösner: Burg Schweinehaus bei Bolkenhayn. Gedicht in: Johannes Kern (Hrsg.): Schlesien’s Sagen, Legenden und Geschichten. In metrischen Bearbeitungen. Kern, Breslau 1867, S. 163–165 (Digitalisat bei Google Books; im 5. Vers der 6. Strophe statt „Schweinchen“ lies: „Schweinichen“)
- Miloš Urban (* 1967): Pole a palisáda. Mýtus o kněžně a sedlákovi (Feld und Palisade. Der Mythos von der Prinzessin und dem Bauern). Roman, 2006[3]
- Tereza Vanek (* 1966): Die Träume der Libussa. Historischer Roman, Ullstein 2008[4]
- Ann-Kathrin Wasle: Mandragora (= Nachtschattengewächse. Band 4). Historischer Fantasy-Roman, TintenSchwan 2022, ISBN 978-3-949198-10-6.

Dramen
- Karl Franz Guolfinger Ritter von Steinsberg: Libusse[,] Herzoginn in Böhmen, ein Schauspiel. Gröbl, Prag u. a. 1779 (Digitalisat bei Google Books)
- Clemens Brentano: Die Gründung Prags, ein historisch-romantisches Drama (1812)
- Leopold Arend: Libussens Wahl. Ein dramatisches Gedicht in fünf Akten. Berlin 1844 (Digitalisat bei Google Books)
- Franz Grillparzer: Libussa. Trauerspiel in fünf Aufzügen (1848)

Opern
- Libussa, Böhmens erste Königin. Oper in zwei Akten. Musik und Libretto: Eduard von Lannoy, UA: Stadttheater Brünn, 1819[5]
- Libussa. Romantische Oper in drei Akten. Musik: Conradin Kreutzer, Libretto: Joseph Carl Bernard, UA: Kärntnertortheater Wien, 4. Dezember 1822
- Libussa, Herzogin von Böhmen. Zauberoper in drei Aufzügen. Nach einer Böhmischen Volkssage bearbeitet. Musik und Libretto: Johann Ludwig Choulant[6]. Voß, Leipzig 1823 (Digitalisat bei Google Books)
- Libuše. Oper in drei Akten. Musik: Bedřich Smetana, Libretto: Josef Wenzig (deutsch), Ervín Špindler (Übersetzung ins Tschechische), UA anlässlich der Eröffnung des Národní divadlo am 11. Juni 1881

Verfilmung
- Pagan Queen – Die Königin der Barbaren, Regie: Constantin Werner (2009)[7]

Sonstiges
- Leben der böhmischer Fürstinn Libusche, genannt die Sibille des Volkes, und ihrer beyden Schwestern, Töchter des Herzogs Krock. In: Gallerie der interessantesten und merkwürdigsten Personen Böhmens, nebst der Beschreibung merkwürdiger böhmischer Landesseltenheiten alter und neuer Zeiten. Aus den besten und bewährtesten böhmischen Geschichtschreibern historisch-chronologisch abgefaßt von Joseph Schiffner, Band 1. Buchler, Prag 1802, S. 8–46 (Digitalisat bei Google Books)
- Die Haselstaude Libussa’s. In: Die Gartenlaube, Heft 22 (1858), S. 328
- Wie das Geschlecht derer von Pflug zu ihrem Wappen gekommen ist. In: Johann Georg Theodor Grässe: Der Sagenschatz des Königreichs Sachsen, Band 1. Zweite verbesserte und vermehrte Auflage, Schönfeld, Dresden 1874, S. 74–76
- Ursprung des Namens der Stadt Frauenstein. Ebd., S. 203 f.